# Печенкин, Сергей Владимирович
Сергей Владимирович Печенкин (род. 16 февраля 1980) — российский актёр. В 2001 году окончил РАТИ-ГИТИС (курс А. Бородина).
Работал в Центре им. Мейерхольда, Театре Киноактера, театре «Латинский квартал». В 2006 году был принят в Российский Академический Молодёжный Театр, где работает по сей день.
Преподаёт актёрское мастерство в ГИТИСе (Мастерская Народного артиста РФ Алексея Блохина).

## Театр
Центр им. Мейерхольда
- 1998 — «Пчеловоды» по мотивам картин П. Брейгеля и И. Босха ("Корабль Дураков", "Падение Икара", "Битва сундуков и копилок"). Режиссёр: Николай Рощин
- 2003 — «Школа шутов» по произведениям: «Корабль дураков» С. Бранта, «Похвала глупости» Э. Роттердамского, фастнахшпилей Г. Сакса, средневековых немецких шванков о дураках, а также офортов Ж. Калло и гравюр А. Дюрера. Режиссёр: Николай Рощин
- 2003 — «Персы» Эсхила. Режиссёр: Теодорос Терзопулос
- 2004 — «Филоктет» Софокла. Режиссёр: Николай Рощин — хор

РАМТ

#### Архивные спектакли
- 1994 — «Большие надежды» Ч. Диккенса. Режиссёр: А. Бородин, А. Некрасова — Пип-мальчик
- 1999 — «Незнайка-путешественник» Н. Носова. Режиссёр: А. Блохин — Незнайка
- 1999 — «Марсианские хроники» Р. Брэдбери. Режиссёр: Алексей Бородин —Тимоти
- 2001 — «Лоренцаччо» Альфреда Де Мюссе. Режиссёр: Алексей Бородин — Школяр
- 2002 — «Эраст Фандорин» Б. Акунина. Режиссёр: Алексей Бородин — Ахтырцев
- 2002 — «Король-олень» К. Гоцци. Режиссёр: Николай Рощин — Леандро, сын Панталоне
- 2006 — «Золушка» Е. Шварца. Режиссёр: Алексей Бородин — Паж
- 2007 — «Берег утопии» Т. Стоппарда 3 часть. Выброшенные на берег. Режиссёр: Алексей Бородин — Слепцов
- 2008 — «Мартин Иден» Дж. Лондона. Режиссёр: Андрей Васильев — Масляная Рожа
- 2009 — «Почти взаправду» по Теллегену. Режиссёр: Екатерина Половцева — Муравей
- 2010 — «Думайте о нас» Е. Клюева. Режиссёр: Владимир Богатырёв — Шут
- 2011 — «Дон Кихот» Е. Шварца. Режиссёр: Юрий Еремин — Пабло; цирюльник; мажордом; паж
- 2012 — «Шатов, Кириллов, Пëтр» по "Бесам" Ф. М. Достоевского. Режиссёр: Александр Доронин — Пётр Верховенский
- 2013 — «Мушкетёры» по "Трём мушкетёрам" А. Дюма. Режиссёр: Андрей Рыклин — Арамис
- 2015 — «Северная Одиссея» П. Луцика и А. Саморядова. Режиссёр: Екатерина Гранитова — мужик из банды; американец
- 2015 — «Подходцев и двое других» А. Аверченко. Режиссёр: Сергей Алдонин — извозчик
- 2016 — «В пылающей тьме» А. Б. Вальехо. Режиссёр: Владимир Богатырëв — Мигель
- 2017 — «Коновалов» М. Горького. Режиссёр: Олег Долин — хозяин пекарни
- 2017 — «Рикки» А. Германа и С. Кармалита по мотивам Р. Киплинга. Режиссёр: Владимир Богатырëв — птица-кузнец

#### Текущий репертуар
- 1989 — «Приключения Тома Сойера» М. Твена. Режиссёр: Д. Крэнни — Джо Харпер
- 2001 — «Принц и нищий» М. Твена. Режиссёр: Николай Крутиков — Гемфри
- 2006 — «Сказки на всякий случай» Е. Клюева. Режиссёр: Владимир Богатырёв — детские человеки
- 2010 — «Чехов-GALA» по одноактным пьесам А. П. Чехова. Режиссёр: Алексей Бородин — 2-й служащий в банке («Юбилей»)
- 2014 — «Нюрнберг» Эбби Манна. Режиссёр: Алексей Бородин
- 2016 — «Кролик Эдвард» К. Дикамилло. Режиссёр: Рузанна Мовсесян — Брайс, Мальчик на корабле, Путевой обходчик
- 2016 — «Свои люди — сочтëмся» А. Н. Островского. Режиссёр: Егор Равинский — Рисположенский
- 2018 — «Четвёртый богатырь» Р. Белецкого. Режиссёр: Наталья Шумилкина — Асмодей
- 2018 — «Два веронца» У. Шекспира. Режиссёр: Михаил Станкевич — Ланс
- 2019 — «Зобеида» К. Гоцци. Режиссёр: Олег Долин — Абдалак, старый жрец
- 2021 — «Деревня и я» Э. Петровой. Режиссёр: Дмитрий Крестьянкин
- 2021 — «В добрый час!» В. Розова. Режиссёр: Владимир Богатырëв — Аркадий
- 2022 — «Пятиречие» по фольклорному сборнику «Пятиречие» (1931 г). Режиссёр: Сергей Тонышев — Северные люди
- 2022 — «Душа моя Павел» А. Варламова. Режиссёр: Алексей Бородин
- 2024 — «Каштанка» А. П. Чехова. Режиссёр: Владимир Богатырёв — Автор

## Фильмография
- 2004 — «Егерь» — эпизод
- 2004 — «Ландыш серебристый 2» — лжепоклонник
- 2004–2014 — «Кодекс чести-4» — патологоанатом
- 2005 — «Свой человек» — эпизод
- 2007 — «Закон и порядок: Преступный умысел» — Денис (врач)
- 2007–2010 — «След» — Эдуард Никанорович Карпов
- 2009 — «Безмолвный свидетель 3» — бармен
- 2018 — «Между нами, девочками. Продолжение» — гость на юбилее
- 2019 — «Стажëры» — Туркин (одноклассник Ларисы)
- 2023 — «Склифосовский» — Борис
- 2024 — «Мосгаз. Дело №10: Метроном» — эпизод

Озвучивание, дубляж:
- 2002 — «Властелин колец: Две крепости» – Merry
- 2002 — «Гарри Поттер и Тайная комната»[2], — Tom Riddle
- 2002 — «Грязные прелести» — Punter
- 2003 — «Властелин колец: Возвращение короля» – Merry
- 2009 — «Знамение» — Spencer
- 2013 — «Элитное общество» — Marc
- 2014 — «Дивергент»
- 2014 — «Домашнее видео» – Punit
- 2014 — «Игрок»
- 2014 — «Снайпер» – Jeff Kyle
- 2014 — «Викинги» – Grim
- 2014 — «Континуум»
- 2014 — «Оно» — Paul
- 2014 — «Римские свидания»
- 2017 — «Джиперс Криперс 3» — Biker Jody